# Germania (Personifikation)

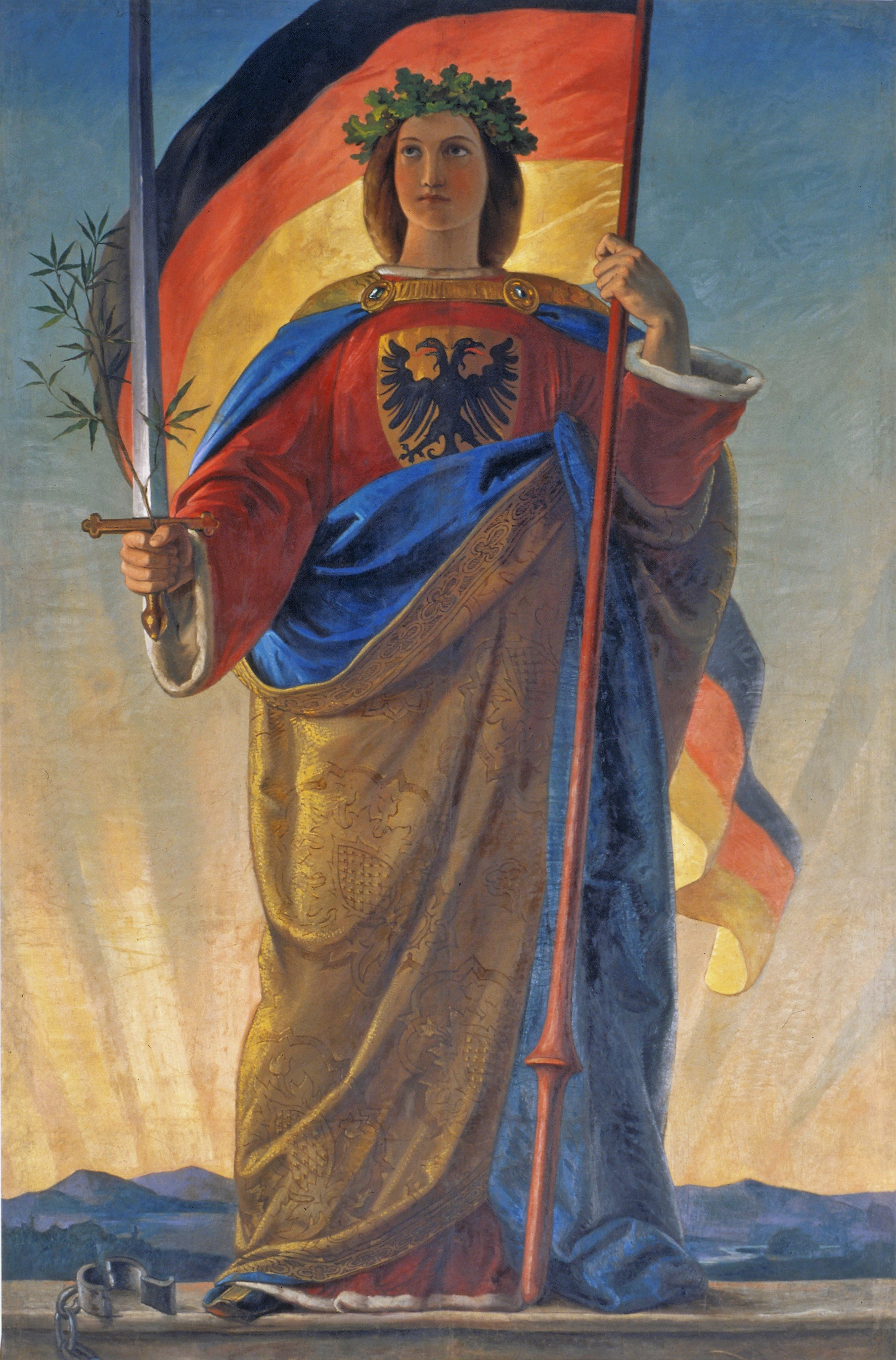
Die Philipp Veit zugeschriebene Germania in der Paulskirche (1848) ist eine der bekanntesten Darstellungen.

Germania ist eine Personifikation mit wechselndem Bedeutungsgehalt. In der Antike, als die Völker Germaniens nur aus dem Blickwinkel der römischen Eroberer als eine Einheit erschienen, stellten diese bereits eine „Germania“ in Form einer Frau als Numen bildlich dar und bezeichneten sie mit demselben Namen, den sie dem Gebiet zugewiesen hatten. Seit dem Mittelalter galt sie, unter Rückbezug auf die Germania magna der Antike, als die nationale Personifikation Deutschlands im Sinne des Verbreitungsgebiets der deutschen Sprachen.
Im 19. Jahrhundert diente Germania der demokratischen Bewegung in Deutschland als nationalromantisches Sinnbild für den von ihr angestrebten deutschen Nationalstaat. 1828 stellte Friedrich Overbeck sie in Italia und Germania als anmutige Jungfrau dar, die sich in Anbetracht zeitgenössischer Italiensehnsucht der Italia sanft zuneigt. 1848 zeigte das Philipp Veit zugeschriebene Gemälde Germania für die Frankfurter Nationalversammlung ein friedliches Bild der Befreiung und des Aufbruchs. In der Ikonografie des deutschen Kaiserreichs nahm Germania stärker nationalistische Züge an, und sie wurde für kriegspropagandistische Zwecke umgedeutet.

## Römische Antike

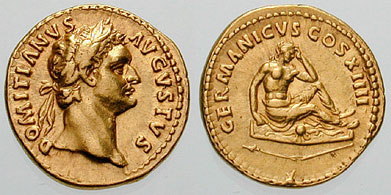
Römischer Aureus, geprägt 88–89, Domitian, die Germania auf ihrem Schild sitzend, mit zerbrochenem Speer

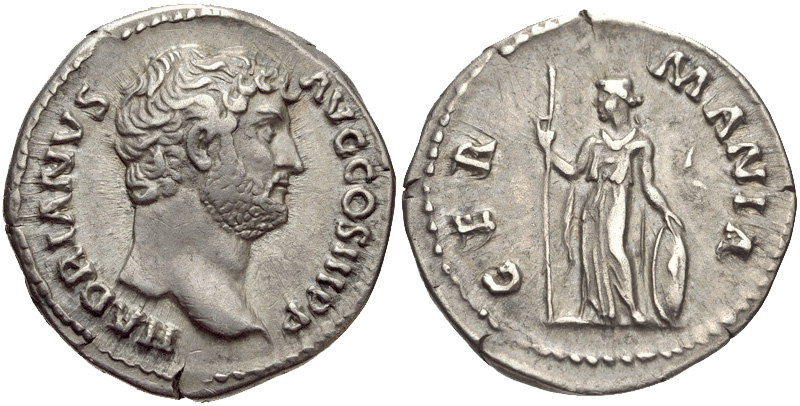
Denar, 134–138, Hadrian, Germania ohne die Attribute einer Besiegten, wie eine Minerva dargestellt

Bildliche Darstellungen der römischen Götter waren bereits mehrere Jahrhunderte v. Chr. häufige Motive von Statuen, Reliefs und Münzen. Die geografischen Personifizierungen sind daraus hervorgegangen und sie können durch Inschriften, für die Provinz oder Region typische Attribute oder Kleidung und Haartracht der dargestellten Figuren identifiziert werden. Für viele Objekte ist eine sichere Identifizierung allerdings nicht möglich, da es an erhaltenen Inschriften mangelt. Bei der Feststellung, wann die Germania als Personifikation auftrat und in welcher Weise sie dargestellt wurde, spielen die durch Aufschriften und Herrscherporträts leicht zu datierenden Münzen eine herausragende Rolle.

### Statuen und Reliefs
Die seit dem frühen 16. Jahrhundert in der Antikensammlung der Familie della Valle in Rom nachgewiesene und seit dem 18. Jahrhundert in Florenz in der Loggia dei Lanzi gezeigte Marmorstatue Die trauernde Barbarin wird seit Jahrhunderten trotz fehlender Beweise als Darstellung der historischen Persönlichkeit Thusnelda angesehen, weil die Kleidung der Beschreibung germanischer Frauen, die Tacitus in seiner Germania hinterlassen hat, entspricht und die Statue den Germaninnen ähnelt, die auf den Reliefs der Marcussäule, auf dem Konstantinsbogen in Rom und auf den von Hadrian und Mark Aurel geprägten Münzen dargestellt sind.

### Münzen
Römischer Siege und Eroberungen auf Münzen zu gedenken, war über Jahrhunderte üblich, und die Darstellungen waren vielfältig. Die ohnehin als Münzbild verwendete Abbildung des eigenen Herrschers, mit einer Beischrift, die auf das Ereignis anspielte, war die einfachste Form, auch in Begleitung von Gottheiten wie der Siegesgöttin Victoria. Später kamen verschiedene Symbole hinzu, mit denen der unterlegene Gegner sinnbildlich dargestellt wurde. Dazu wurden typische Waffen oder andere Gegenstände des Gegners gezeigt, wie eine armenische Kopfbedeckung mit der Umschrift „ARMENIA DEVICTA“, exotische Tiere wie Elefanten (Afrika) oder Krokodile (Ägypten) oder auch Personifikationen der Besiegten. Schon unter Sulla wurde um 80 v. Chr. ein Frauenkopf mit einer Elefantenkappe als Personifikation Afrikas dargestellt. Mit dieser Münze sollte des Sieges des Feldherrn Pompeius in Nordafrika gedacht werden. Auf einem Denar Gaius Iulius Caesars (reg. 49–44 v. Chr.) sind zu beiden Seiten eines Tropäums gefangene Gallier mit der Gallia abgebildet. Eine Kupfermünze Vespasians (69–79) aus dem Jahr 71 oder 72 erinnerte an die Eroberung Judäas und die Zerstörung Jerusalems. Sie zeigt links unter einer Dattelpalme eine sitzende trauernde Judäa und rechts Vespasian mit erhobenem Speer, ebenso groß wie die Palme abgebildet, den Fuß auf einen am Boden liegenden Helm gestützt, mit der Inschrift „IUDAEA CAPTA“. Weitere Varianten des Themas zeigen die Judäa in gleicher Pose, aber anstelle des Kaisers gefangene Soldaten oder auf dem Boden liegende Speere und Schilde.
Auf Golddenaren des Kaisers Domitian (81–96) wird eine Germania in entwürdigender Pose gezeigt, mit entblößtem Oberkörper, trauernd auf ihrem Schild sitzend und mit zerbrochenem Speer. Diese Prägung bezog sich auf die römischen Siege über die Chatten. Golddenare mit diesem Motiv wurden erstmals im Jahr 84 geprägt, als Domitian den Beinamen Germanicus annahm. Während dieser Zeit wurde auf Sesterzen als weiteres Motiv ein Tropäum mit der Aufschrift „GERMANIA CAPTA“ abgebildet, auf dessen rechter Seite ein stehender Gefangener und links eine sitzende trauernde Germania gezeigt wurden. Der Schriftzug „GERMANIA CAPTA“ und die bildliche Darstellung sind hier als direkter Rückbezug auf die Münzen Vespasians anlässlich der Unterwerfung Judäas zu betrachten. Weitere Motive mit der Germania zeigten sie gemeinsam mit Domitian, dem sie als Zeichen der Unterwerfung ihren Schild überreichte, oder umgeben von auf dem Boden liegenden Speeren und Schilden als Sinnbild für die Heftigkeit der Kämpfe.
Die Germania-Darstellungen auf Münzen des Kaisers Hadrians (117–138) haben sich gewandelt. Die Germania zeigt sich in der Art einer Minerva, aufrecht stehend mit Schild und Speer, nur mit der Inschrift „GERMANIA“ ohne abwertenden Zusatz. Es sind verschiedene Darstellungen bekannt, auch solche mit einer entblößten Brust. Nun ist dies nicht mehr als Zeichen der Demütigung zu verstehen, sondern als Attribut. Tacitus hat um 98 in seiner Germania die Kleidung der Germanen beschrieben, bei denen beide Geschlechter ärmellose Umhänge trugen, die die Brust nicht vollständig bedeckten. Diese Wandlung, auch in der positiven Darstellung anderer Personifikationen wie Hispania, Africa und Asia, war darin begründet, dass Hadrians Regierungszeit vom weitgehenden Verzicht auf militärische Aktionen und vom Rückzug aus einer Reihe von Gebieten geprägt war. In dieser Zeit des Friedens führte Hadrian eine Reihe von Reisen in die Provinzen, auch nach Germanien, durch. Er verstand das römische Reich als eine Gemeinschaft der Provinzen und Regionen, die Personifikationen der von ihm besuchten Gebiete wurden zum Motiv von Münzen, ohne dass dies zur Feier ruhmreicher Eroberungen geschah.
Unter Mark Aurel (161–180) und Commodus (180–192) folgten in Würdigung der Markomannenkriege wieder Münzen mit Abbildungen der Germania, die sie mit der Inschrift „GERMANIA SVBACTA“ zeigten. Hier erschien erneut das fast einhundert Jahre zuvor unter Domitian verwendete Motiv der besiegten, gedemütigten und trauernden Germania, nun am Fuße eines Tropäums sitzend.

## Mittelalter

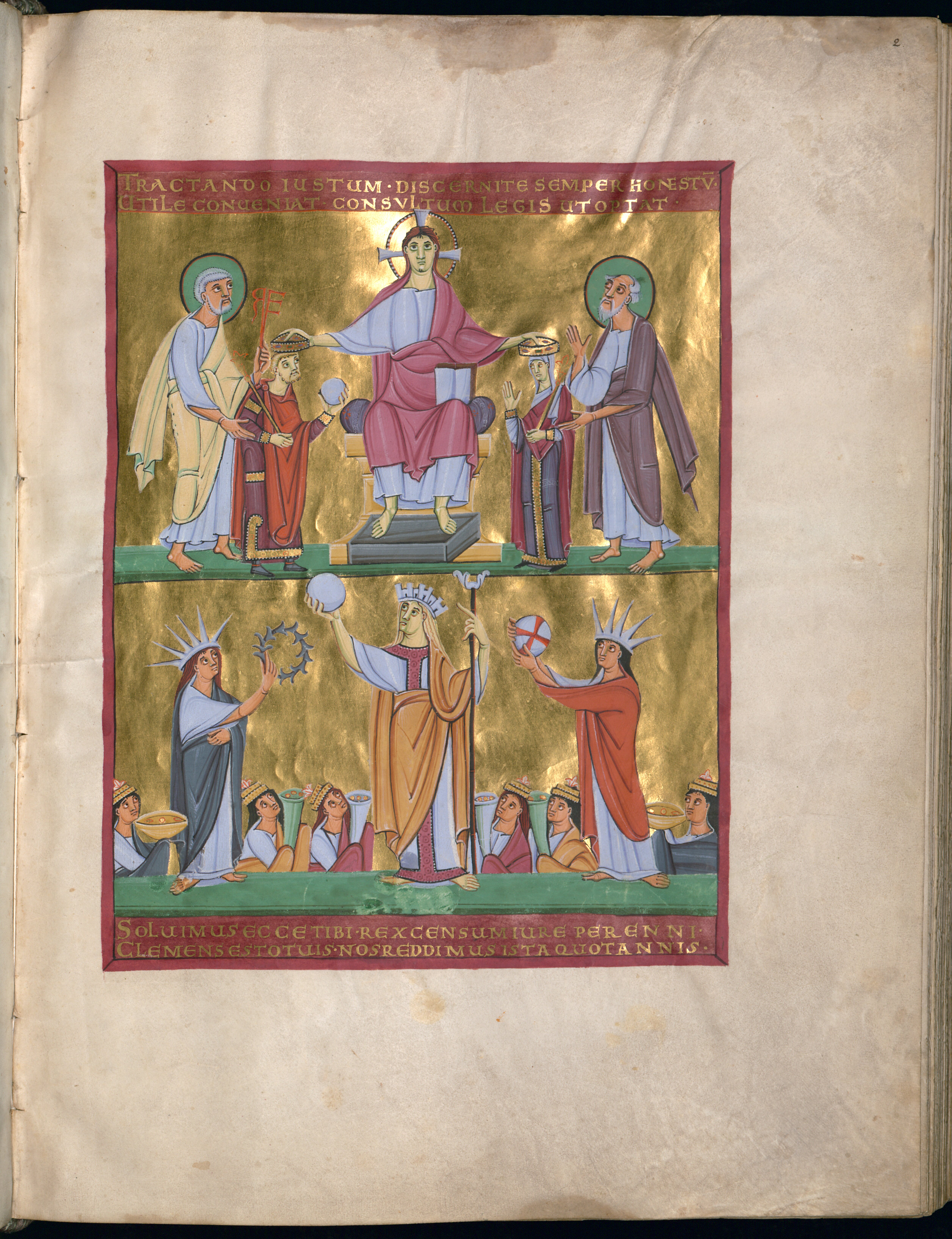
Germania mit Reichsapfel und Szepter (unten, mittlere Figur) im Perikopenbuch Heinrichs II., um 1010

Auch im Mittelalter findet sich die Personifikation Germania für Deutschland, so um das Jahr 1000 zusammen mit Roma, Gallia und Sclavinia im Evangeliar Ottos III. (München) oder zusammen mit Roma und Gallia im Perikopenbuch Heinrichs II.

## Napoleonische Kriege

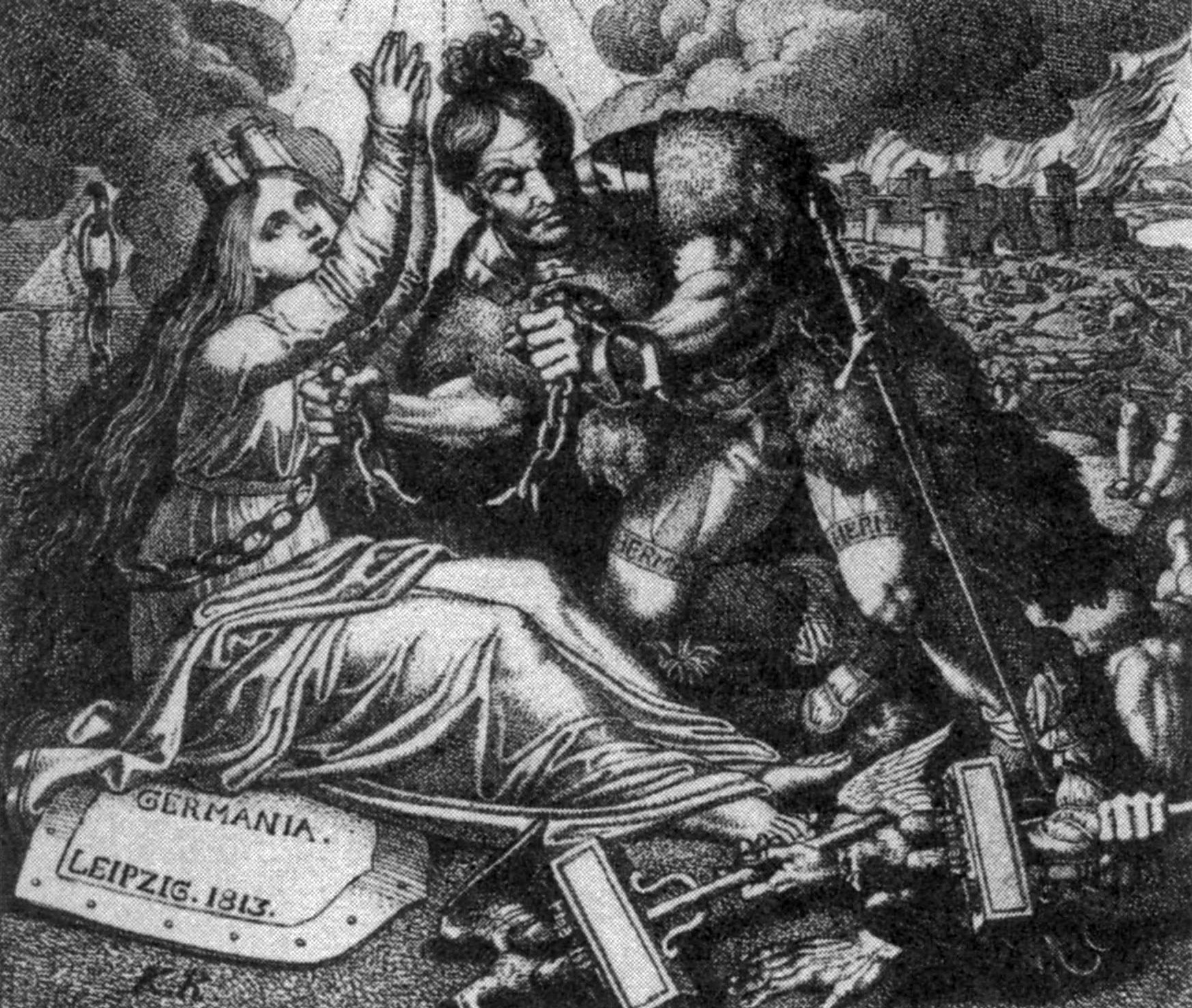
Hermann befreit Germania, Zeichnung von Karl Ruß, 1818

Im Gefolge der Napoleonischen Kriege wuchs die Bedeutung der Germania als Personifizierung Deutschlands, allerdings im Vergleich zur französischen Marianne weiter in einer in Bezug auf das Herrschaftssystem unpolitischen Bedeutung. Ein Beispiel ist die Grafik Hermann befreit Germania von Karl Ruß, eine der ersten bildlichen Darstellungen der Germania im 19. Jahrhundert. Durch den Hinweis auf die Völkerschlacht bei Leipzig (links unten im Bild), die die napoleonische Vorherrschaft über Europa beendete, zieht er eine geschichtliche Linie zwischen den Germanen der Antike und den Deutschen des 19. Jahrhunderts. Die von Arminius besiegten Römer stehen stellvertretend für die wenige Jahre zuvor aus Deutschland vertriebenen „französischen Feinde“.

## Romantik und Revolution

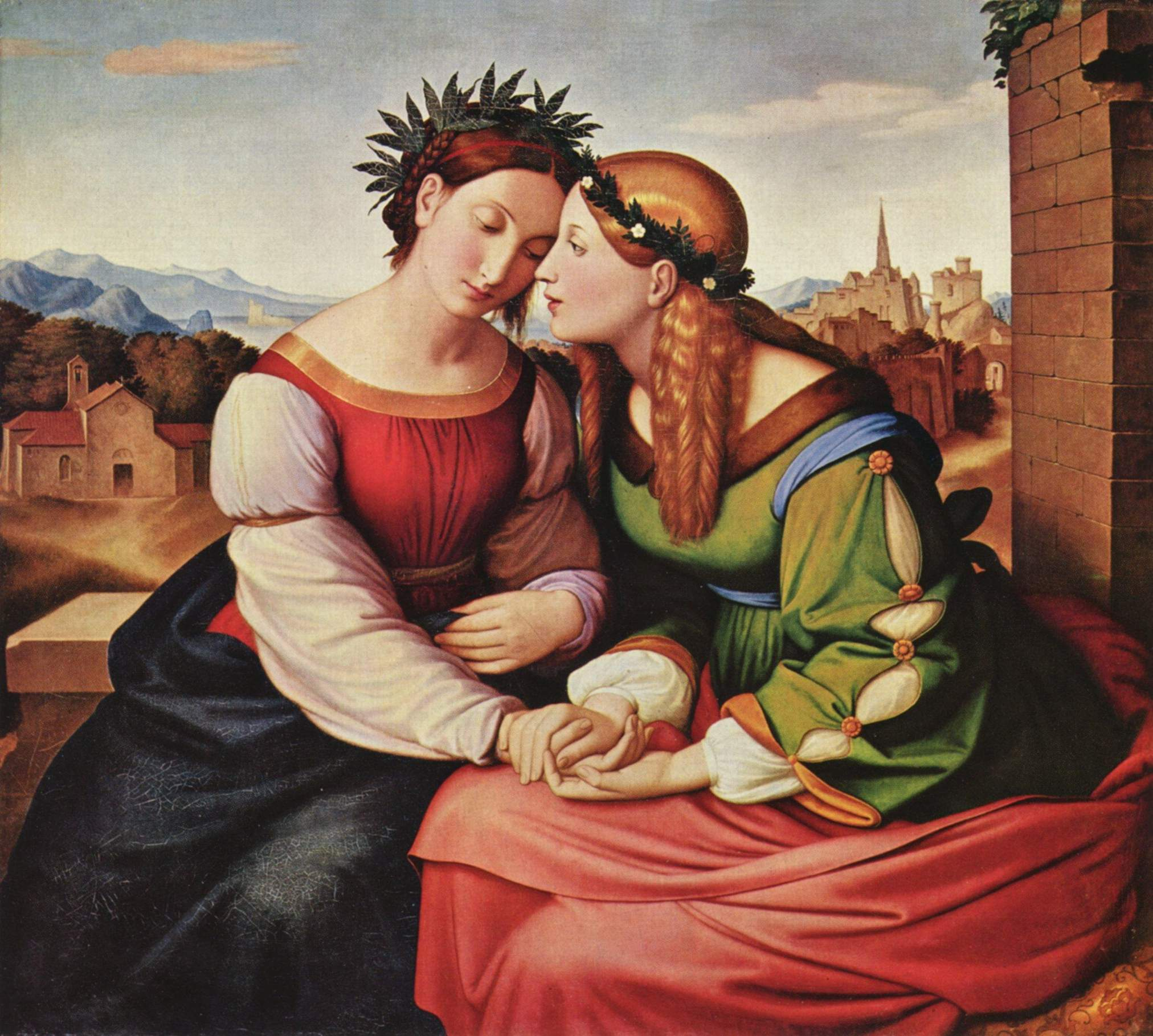
Italia und Germania von Friedrich Overbeck, 1828

Im Stil der romantischen Malerei der Nazarener schuf der Maler Friedrich Overbeck 1828 das Bild Italia und Germania, das Italien und Deutschland in Gestalt einander freundschaftlich zugeneigter Jungfrauen versinnbildlichte.
In der ersten Hälfte des 19. Jahrhunderts gingen die Bestrebungen, das in verschiedene Staaten aufgeteilte Deutschland zu vereinigen, mit einem Anwachsen des deutschen Nationalismus einher. Die Nation wurde aus einer imaginären Vergangenheit beschworen als uralter Organismus, der im „Volksgeist“ wurzelt. Historiker und Dichter entdeckten Mythen und Geschichten, darunter die Germania. Dem verbreiteten Topos vom rohen, unzivilisierten und trinkfesten Deutschen wurde das Idealbild von Tacitus’ Germania gegenübergestellt, als Beleg dafür, dass die Deutschen ein Volk mit gemeinsamen Vorfahren (einfache, unverbildete, treu und tapfer lebende Germanen) und gemeinsamer Geschichte seien, die bis in die Antike zurückreiche.
Die Frankfurter Nationalversammlung tagte 1848 und 1849 unter dem programmatischen Bild der „Germania“ in der Paulskirche, die eine schwarz-rot-goldene Nationalfahne in ihrer Rechten sowie das Reichsschwert in ihrer Linken hält (siehe Bild oben im Artikel). Es ähnelt einer Darstellung von Philipp Veit aus dem Jahr 1836: Die Eichenlaub bekrönte Germania wurde sitzend am Fuße einer Eiche gemalt, in Verbindung mit Symbolen wie dem Reichsschwert, dem Wappen des Heiligen Römischen Reichs und den Wappen der Kurfürsten.
Gleiche und weitere Attribute fand der Düsseldorfer Maler Christian Köhler für seine Erwachende Germania, die er im Geist der entstehenden deutschen Nationalromantik 1849 schuf. Die Bildmotive des deutschen Nationalismus gewannen durch die in den Schützen-, Sänger- und Turnerfesten sich fortsetzenden Einigungsbestrebungen der 1850er und 1860er Jahre weitere – lyrische, musikalische, malerische und plastische – Erscheinungsformen.

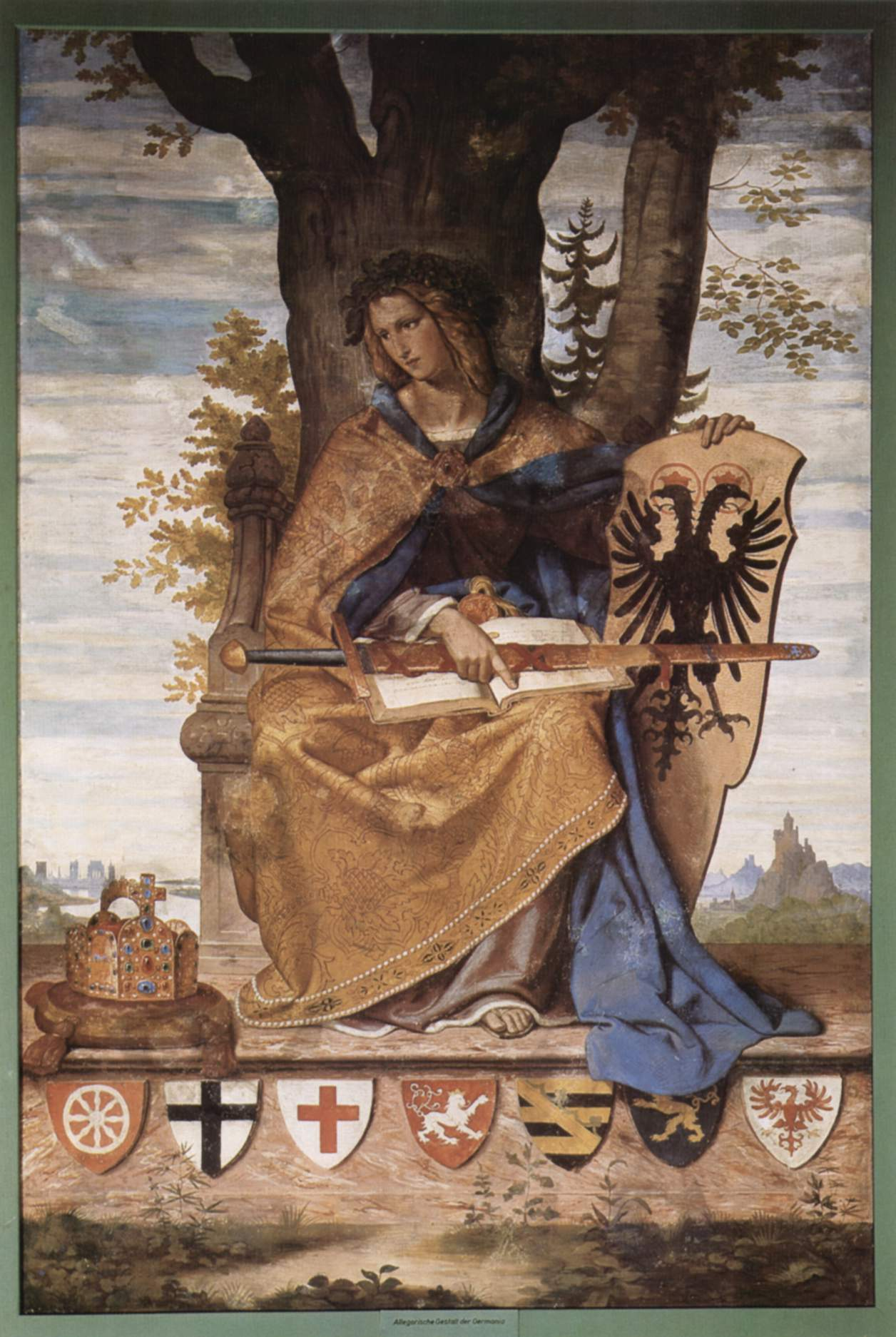
Germania, Wandbild von Philipp Veit, 1834–1836
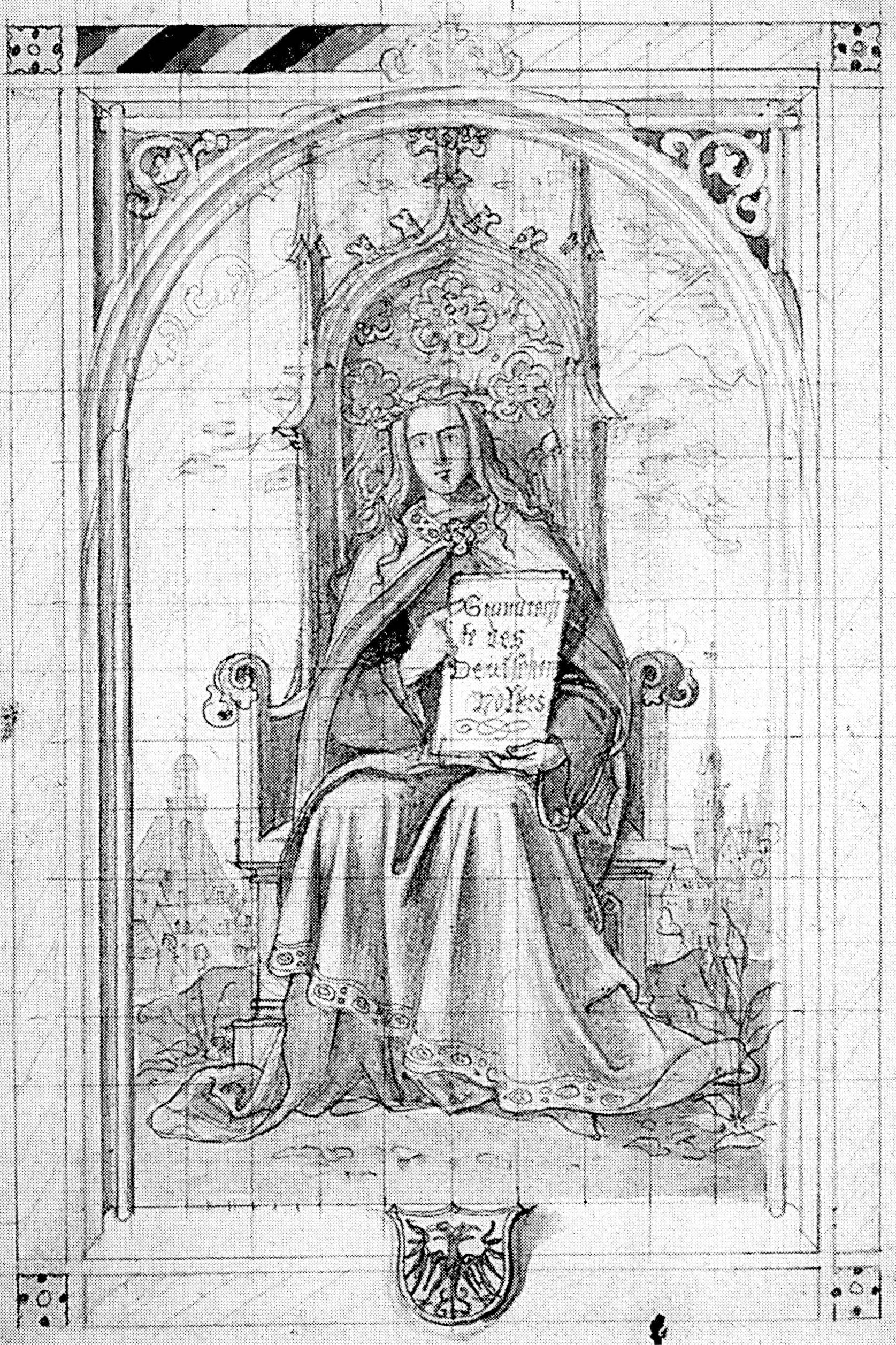
Germania, Entwurf von Karl Ballenberger aus dem Jahr 1848
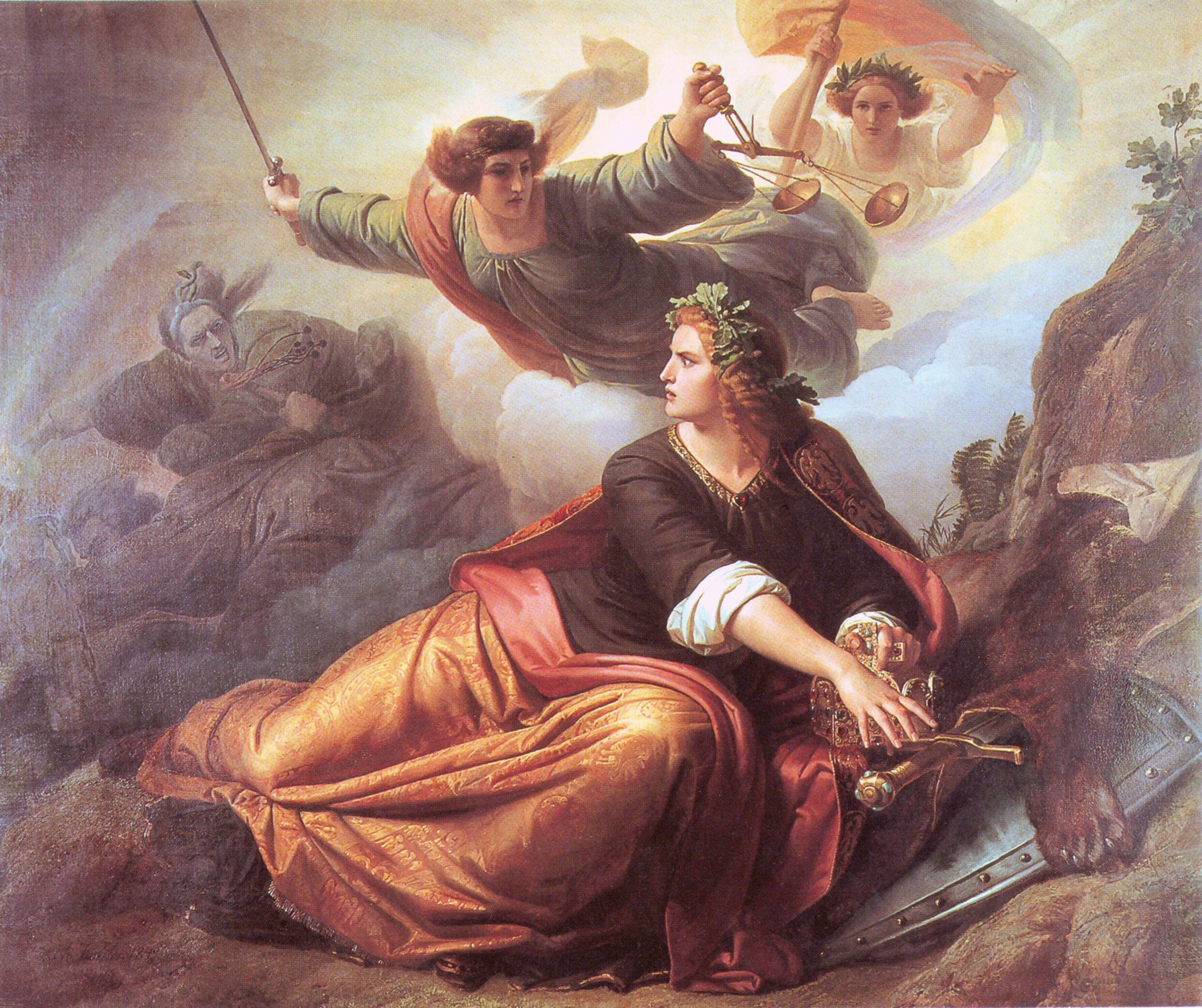
Erwachende Germania von Christian Köhler, 1849: Ihr erscheinen die Genien der Gerechtigkeit und Freiheit, während Knechtschaft und Zwietracht in den Abgrund stürzen.

Eine durch die Rheinromantik beeinflusste, populäre Gestalt einer Germania hat der Düsseldorfer Maler Lorenz Clasen in seiner Germania auf der Wacht am Rhein geschaffen, die erstmals den betont wehrhaften Typus der Germania darstellt. Seine Germania ist eine mit Schwert und Reichsadlerschild bewaffnete, walkürenhafte Figur, die kampfesbereit über den Rhein in Richtung Westen blickt. Auf dem Doppeladlerschild steht geschrieben: „Das deutsche Schwert beschützt den deutschen Rhein.“ Das Motiv wurde in zahlreichen Stichen reproduziert.

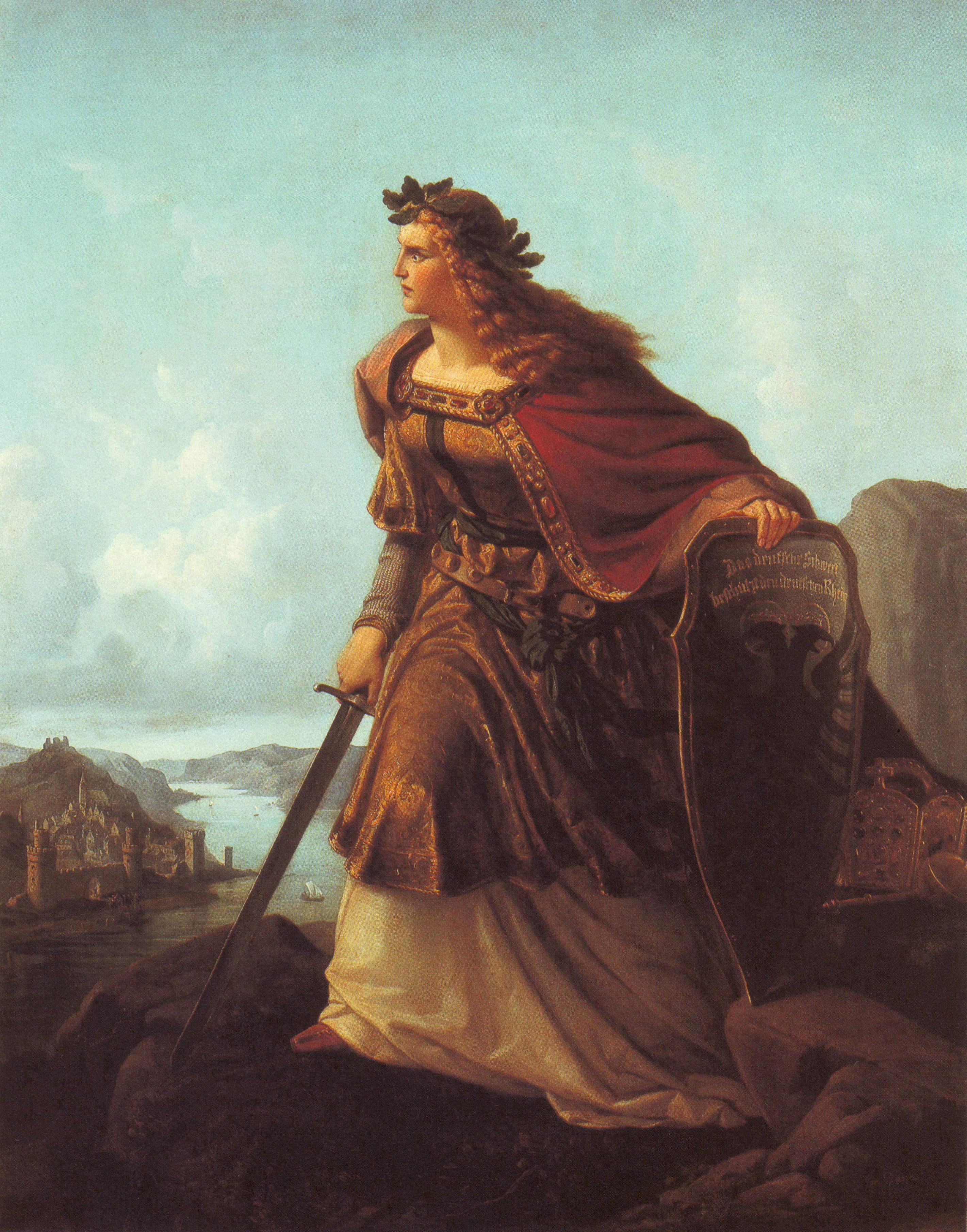
Germania auf der Wacht am Rhein von Lorenz Clasen, 1860
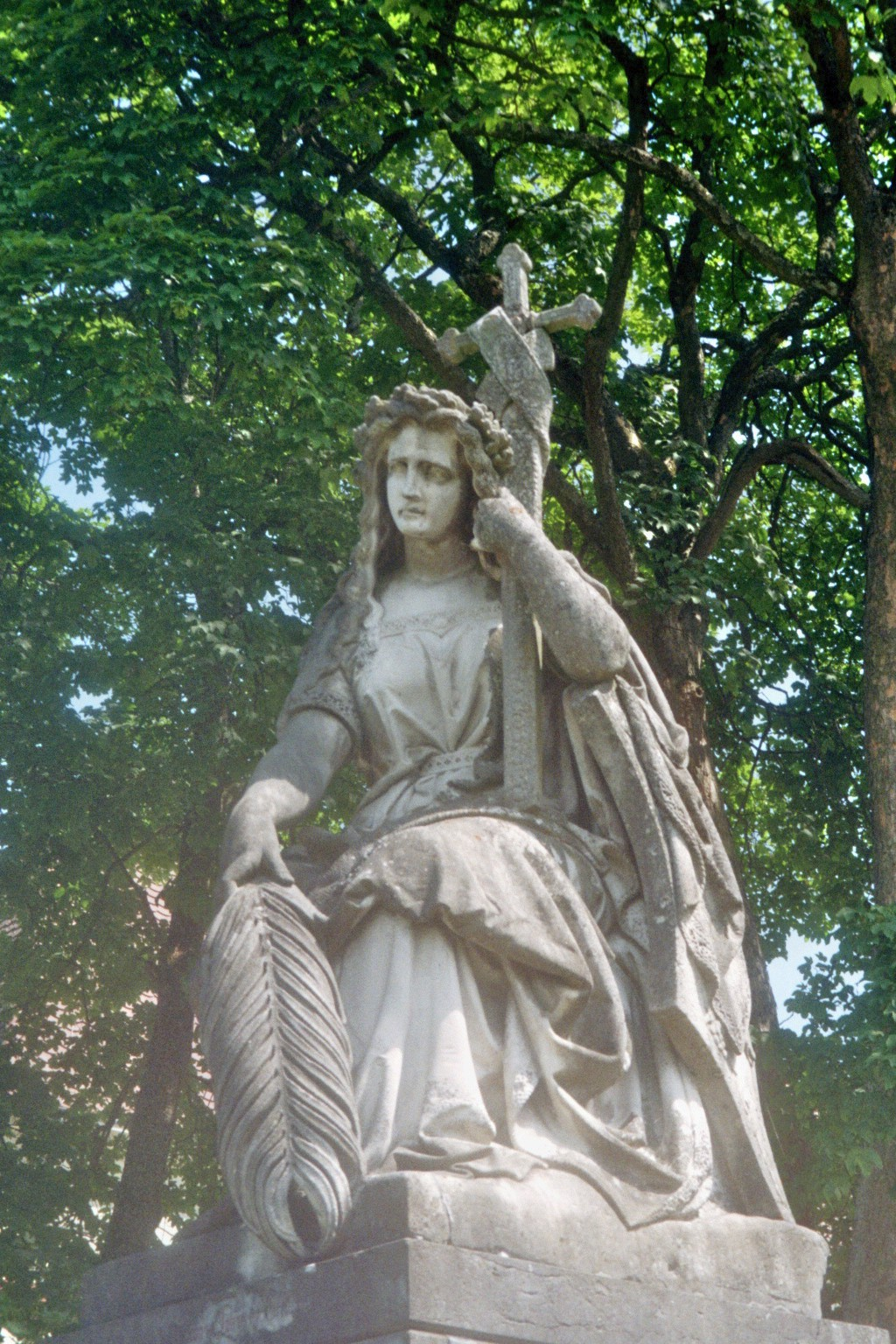
Germania-Statue in Bad Kissingen von Michael Arnold, 1867/1868: Die Germania trauert wegen der verlustreichen Schlacht bei Kissingen.

## Kaiserreich und 20. Jahrhundert
Die Verkörperung einer zum Krieg gerüsteten Germania gewann durch die Jahre 1870 und 1871 (Deutsch-Französischer Krieg) noch mehr an Verbreitung. Diese Entwicklung stand im Kontext der Historienmalerei und Monumentalmalerei der Wilhelminischen Ära, in der es Preußen darum ging, eine nationale Geschichte in seinen Provinzen, vornehmlich in Rathäusern, Schlössern, Universitäten und Ruhmeshallen, volkstümlich zu vermitteln. Die zahlreichen Sieges- und Kriegerdenkmäler haben ähnliche und weitere Typen geschaffen, von denen Johannes Schillings Niederwalddenkmal wohl am volkstümlichsten geworden ist. Die Germania wird oft als glorreiche Kriegerin mit Waffen und Reichsinsignien dargestellt. In wenigen Darstellungen trauert sie um die deutschen Gefallenen. Diese Germania kann als eine Verbindung einer „Schlachtenjungfrau“ (Walküre) mit der das „Vaterland“ versinnbildlichenden „deutschen Mutter“ gedeutet werden.
1895 entwarf Kaiser Wilhelm II. das Bild Völker Europas, wahrt eure heiligsten Güter, das dann von Hermann Knackfuß ausgeführt wurde. Darauf warnt der Erzengel Michael die Nationalallegorien der europäischen Großmächte (neben der Germania sieht man unter anderem Mütterchen Russland, Marianne und Britannia) vor der „gelben Gefahr“, die am Horizont als heranschwebender Buddha dargestellt wird. Friedrich August von Kaulbach erweiterte 1914 den Aspekt der Walküre um die Beschreibung einer angreifenden Jeanne d’Arc aus Friedrich Schillers Drama Die Jungfrau von Orleans, um im Duktus des Wilhelminismus die Wehrhaftigkeit Deutschlands zu Beginn des Ersten Weltkriegs darzustellen.
Von 1900 bis 1922 wurde von der Reichspost eine Germania-Briefmarkenserie herausgegeben, die die gekrönte Germania im Profil zeigte. Mit Blick auf Kriegerdenkmäler, die als Folge des Ersten Weltkriegs zu errichten zu sein würden, meinte der Architekturkritiker Hermann Muthesius im Jahr 1916, dass Sinnbilder wie Germania, Reichsadler und Viktoria sich stark abnutzt hätten, und bedauerte, dass sie jedoch in Ortsausschüssen, Ehrenkomitees und Kriegervereinen noch starken Anklang fänden.
Anlässlich der Saarabstimmung erschien am 16. Januar 1935, wenige Tage nach der Abstimmung, eine weitere Reihe von Briefmarken mit dem Bildmotiv Die Saar kehrt zur Mutter Deutschland zurück. Diese Marken zeigten im Unterschied zur allegorischen Figur vom Anfang des Jahrhunderts eine realistisch dargestellte Mutter, die ihre Tochter in die Arme nimmt und bei der nur ein Eichenkranz auf dem Kopf ihre Rolle als Germania andeutet.

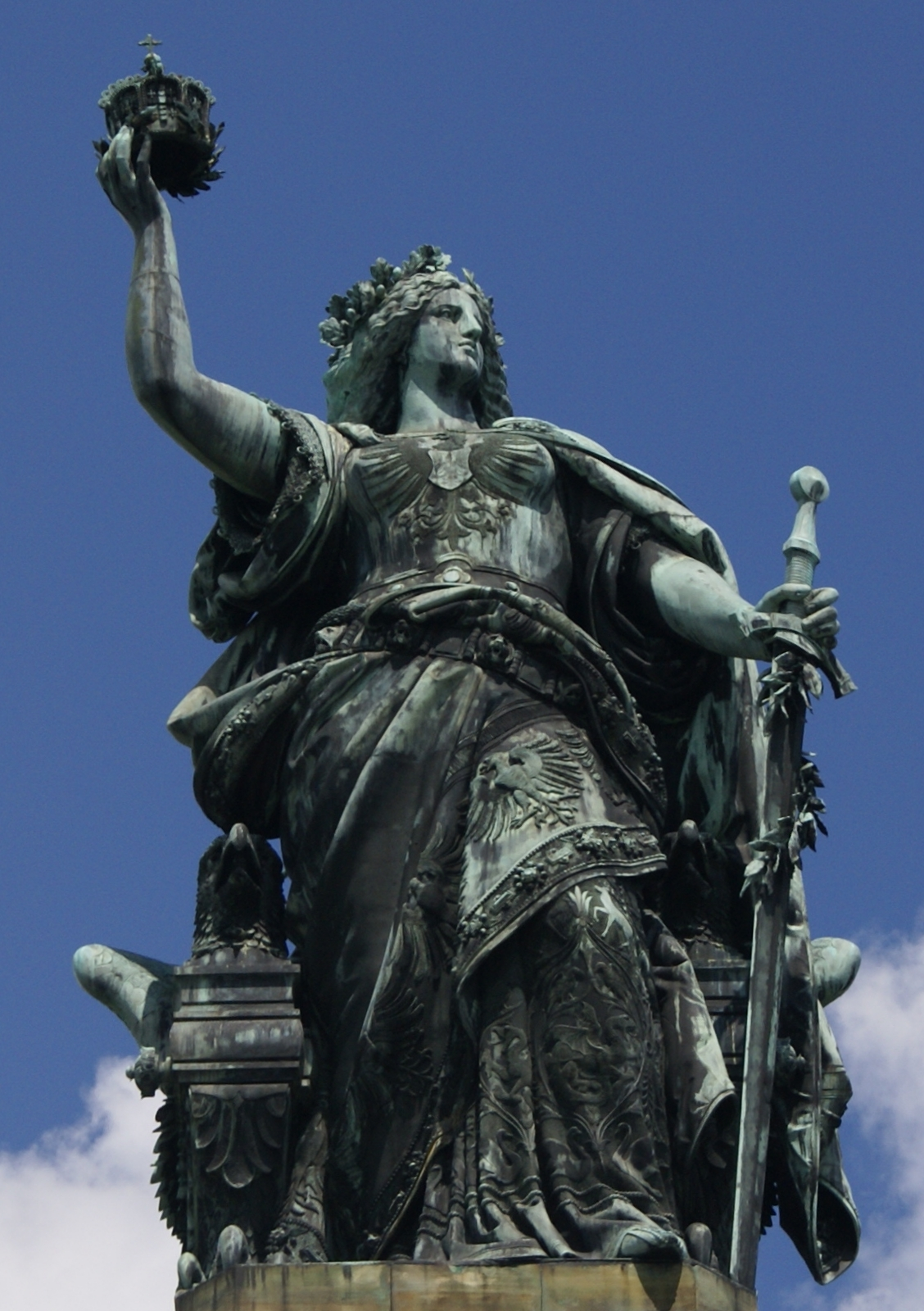
Germania-Statue auf dem Niederwalddenkmal, eingeweiht 1883
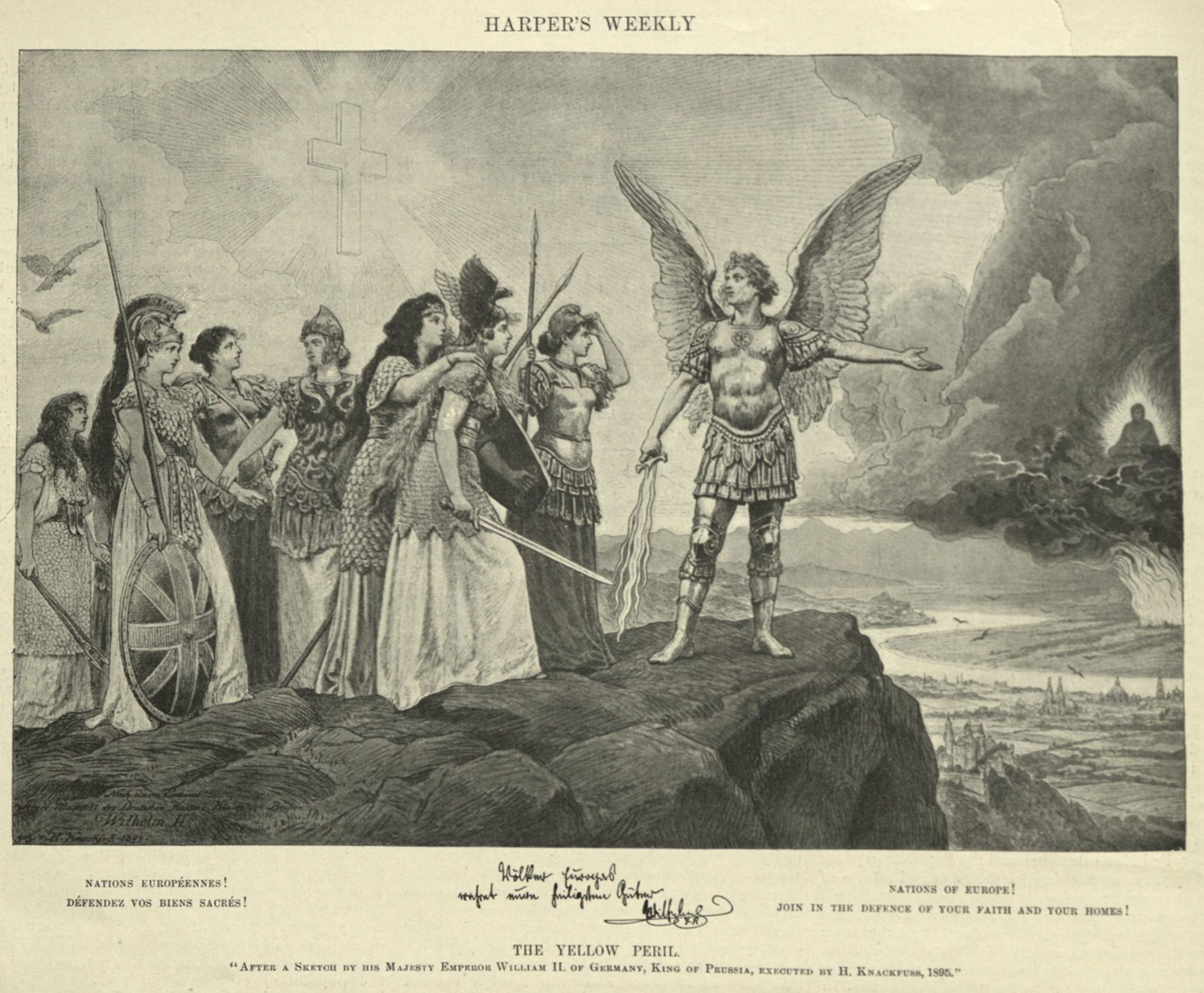
Hermann Knackfuß: Völker Europas, wahrt eure heiligsten Güter
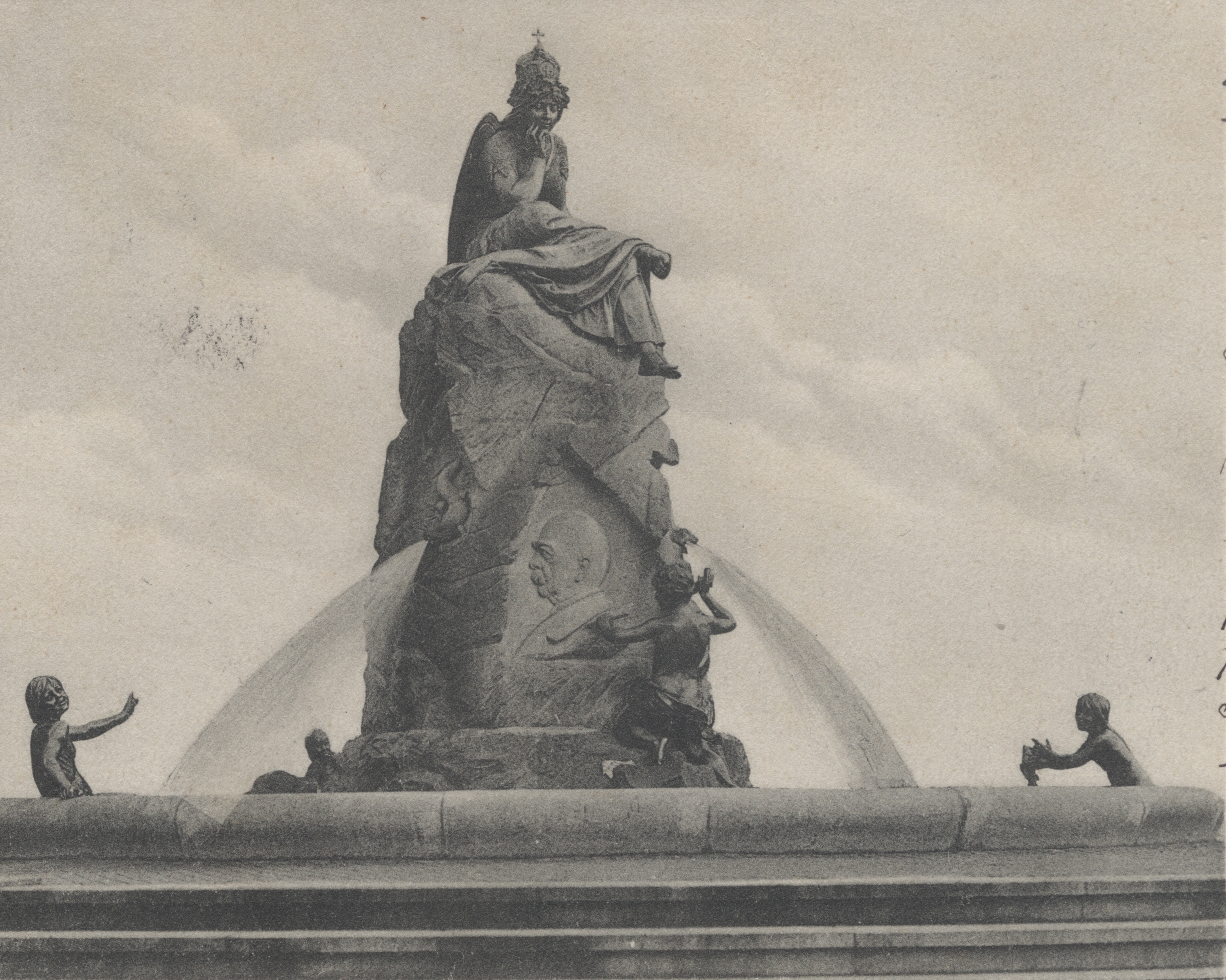
Der Bismarckbrunnen in Flensburg mit Germania wurde 1903 von Helmuth Schievelkamp errichtet.
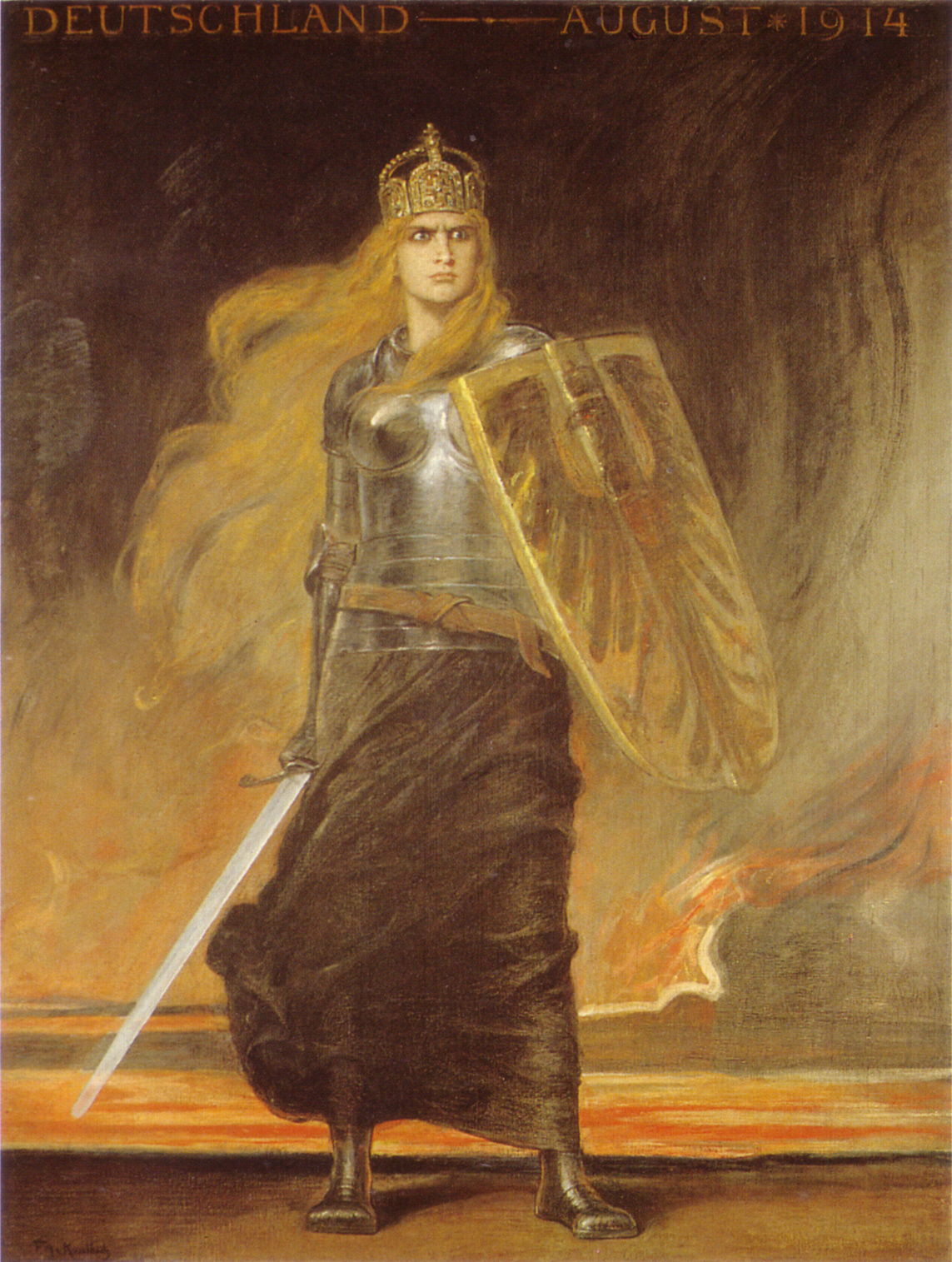
Germania von Friedrich August von Kaulbach, 1914

## Gegenwart
Im Alltagsleben des 21. Jahrhunderts ist die Figur der Germania nahezu bedeutungslos. Ohne dass sie bewusst wahrgenommen wird, erscheint sie jedoch noch häufig in den Eigennamen von Vereinen, besonders studentischer Verbindungen und Sportvereinen, deren Gründung im 19. und frühen 20. Jahrhundert erfolgte.
Im Ende März 2019 von der Band Rammstein veröffentlichten Musikvideo Deutschland ist die Figur der Germania prominent vertreten. Gespielt von der afrodeutschen Schauspielerin Ruby Commey erscheint Germania in verschiedenen Episoden der deutschen Geschichte.